# خانه جعفری خوانسار
خانه تاریخی جعفری خوانسار مربوط به اواخر دوره قاجار -اوایل دوره پهلوی است و در خوانسار، خیابان آیت ا خوانساری، کوچه امامزاده احمد واقع شده و این اثر در تاریخ ۶ اسفند ۱۳۸۵ با شمارهٔ ثبت ۱۷۴۶۵ به‌عنوان یکی از آثار ملی ایران به ثبت رسیده است.